# Ducula radiata
Pombo-imperial-de-cabeça-cinzenta ou pombo-imperial-de-cauda-barrada (Ducula radiata) é uma espécie de ave da família Columbidae.
É endémica da Indonésia.
Os seus habitats naturais são: florestas subtropicais ou tropicais húmidas de baixa altitude e regiões subtropicais ou tropicais húmidas de alta altitude.